# Extras
Extras är en brittisk TV-serie från 2005 producerad av BBC och HBO. Serien är skapad och regisserad av Ricky Gervais och Stephen Merchant. Seriens två säsonger består av sex avsnitt vardera. Bland de gästskådespelare som medverkar som något snedvridna versioner av sig själva märks bland andra Orlando Bloom, Kate Winslet och David Bowie. Tv-serien avslutades 2007.

## Rollista
- Ricky Gervais – Andy Millman
- Ashley Jensen – Maggie Jacobs
- Stephen Merchant – Darren Lamb
- Shaun Williamson – sig själv, "Barry i Eastenders"
- Shaun Pye – Greg Lindley-Jones

| Nr                                                                       | Säsong 1                | Säsong 2                                                  |
| ------------------------------------------------------------------------ | ----------------------- | --------------------------------------------------------- |
| 1                                                                        | Ross Kemp, Vinnie Jones | Orlando Bloom                                             |
| 2                                                                        | Ben Stiller             | David Bowie                                               |
| 3                                                                        | Kate Winslet            | Daniel Radcliffe, Diana Rigg                              |
| 4                                                                        | Les Dennis              | Chris Martin, Richard Briers, Stephen Fry, Ronnie Corbett |
| 5                                                                        | Samuel L. Jackson       | Ian McKellen, Germaine Greer                              |
| 6                                                                        | Patrick Stewart         | Jonathan Ross, Robert Lindsay, Robert De Niro             |
| Extras julspecial (The Extra Special Series Finale) (TV-film)            |                         |                                                           |
| Clive Owen, George Michael, David Tennant, Gordon Ramsey, Lisa Scott-Lee |                         |                                                           |